# قلعه راوندا
قلعه راوندا، نام قلعه‌ست تاریخی در ترکیه امروزی واقع در استان غازی‌عینتاب که یکی از دژهای مهم صلیبیون در ترکیه و آناتولی به‌شمار می‌آمد.